# Impeachment: American Crime Story
Impeachment: American Crime Story é a terceira temporada da série de televisão antológica de crimes reais American Crime Story. A temporada gira em torno do escândalo Clinton-Lewinsky e é baseada no livro de Jeffrey Toobin, A Vast Conspiracy: The Real Story of the Sex Scandal That Nearly Brought Down a President (1999). Estreou em 7 de setembro de 2021 e foi finalizada em 9 de novembro de 2021, contando com 10 episódios. A temporada foi produzida pela 20th Television e FX Productions em associação com a Color Force e Ryan Murphy Television, com Ryan Murphy, Nina Jacobson, Brad Simpson, Alexis Martin Woodall, Sarah Burgess, Sarah Paulson, Brad Falchuk, Scott Alexander, Larry Karaszewski e Michael Uppendahl como produtores executivos.
A terceira temporada estrela Sarah Paulson como Linda Tripp, Beanie Feldstein como Monica Lewinsky, Annaleigh Ashford como Paula Jones, Margo Martindale como Lucianne Goldberg, Edie Falco como Hillary Clinton e Clive Owen como Bill Clinton.
A estreia da temporada foi assistida por 916 mil espectadores e teve uma classificação de 0.2 no grupo demográfico de 18 a 49 anos, uma queda considerável em comparação com a temporada anterior que estreou com mais de 2 milhões de espectadores. Impeachment recebeu críticas geralmente positivas dos críticos e recebeu indicações a diversos prêmios, incluindo o Globo de Ouro de melhor minissérie ou telefilme.

## Enredo
A temporada se centra no escândalo Clinton-Lewinsky e os eventos que se seguiram durante a presidência de Clinton, com base no livro de Jeffrey Toobin, A Vast Conspiracy: The Real Story of the Sex Scandal That Nearly Brought Down a President. Impeachment examina a crise nacional que levou ao primeiro impeachment de um presidente dos EUA em mais de um século. Conta essa história através dos olhos das mulheres no centro dos acontecimentos: Monica Lewinsky (Beanie Feldstein), Linda Tripp (Sarah Paulson) e Paula Jones (Annaleigh Ashford). Todas as três foram lançadas sob os holofotes públicos durante uma época de rancor partidário corrosivo, mudança na política sexual e uma mudança no cenário da mídia. A série mostra como o poder eleva alguns e elimina outros nos corredores de nossas instituições mais sagradas.

## Elenco e personagens

### Principal
- Sarah Paulson como Linda Tripp
- Beanie Feldstein como Monica Lewinsky
- Annaleigh Ashford como Paula Jones
- Margo Martindale como Lucianne Goldberg
- Edie Falco como Hillary Clinton
- Clive Owen como Bill Clinton

### Recorrente
- Colin Hanks como Mike Emmick
- Cobie Smulders[a] como Ann Coulter
- Taran Killam como Steve Jones
- Mira Sorvino como Marcia Lewis[7]
- Rae Dawn Chong como Betty Currie
- Danny Jacobs como Michael Isikoff
- George Salazar como George Conway[8]
- Judith Light como Susan Carpenter-McMillan[9]
- Billy Eichner como Matt Drudge
- Christopher McDonald como Robert S. Bennett
- Jim Rash como Ken Bacon
- Blair Underwood como Vernon Jordan
- Teddy Sears como James A. Fisher
- Darren Goldstein como Jackie Bennett
- Dan Bakkedahl como Kenneth Starr
- Anthony Green como Al Gore
- Morgan Peter Brown como Paul Rosenzweig
- Ashlie Atkinson como Juanita Broaddrick
- Lindsey Broad como Karin Immergut
- Alan Starzinski como Brett Kavanaugh
- Fred Melamed como William H. Ginsburg
- Rob Brownstein como Bernard Lewinsky
- Scott Michael Morgan como Mike McCurry
- Patrick Fischler como Sidney Blumenthal
- Joseph Mazzello como Paul Begala

### Participações
- Elizabeth Reaser como Kathleen Willey
- Kevin Pollak como Bernie Nussbaum
- George H. Xanthis como George Stephanopoulos
- Sarah Catherine Hook como Catherine Allday Davis
- Kim Matula como Laura Ingraham
- Rebecca Lowman como Marsha Scott
- Kathleen Turner como Susan Webber Wright[7]
- Chris Riggi como Jake Tapper
- Jeannetta Arnette como Delmer Lee Corbin
- TJ Thyne como Kirby Behre
- Tim Martin Gleason como Mitchell Ettinger
- Kara Luiz como Beverly Lambert
- Stewart Skelton como Jim Lehrer
- Brent Sexton como Dick Morris
- Christopher May como Steve Kroft
- Peter Oldring como David E. Kendall
- Diahnna Nicole Baxter como Ann Jordan
- Christopher Redman como Anthony Zaccagnini
- Amy Pietz como Lisa Myers
- Dan Pfau como Collins

## Episódios
| N.º na série | N.º na temp. | Título                                 | Dirigido por               | Escrito por                                    | Exibição original      | Cód. de produção | Audiência (milhões) |
| --- | ------------ | -------------------------------------- | -------------------------- | ---------------------------------------------- | ---------------------- | ---------------- | ------------------- |
| 20 | 1            | "Exiles"                               | Ryan Murphy                | Sarah Burgess & Jeffrey Toobin                 | 7 de setembro de 2021  | 4WAX01           | 0.92                |
| Em janeiro de 1998, Monica Lewinsky é convidada por Linda Tripp para conhecê-la. No entanto, é revelado ser uma armadilha organizada por Linda e o FBI que encurralam Monica e a trazem para uma suíte de hotel. Anos antes, em 1993, Tripp se encontra com a agente literária Lucianne Goldberg para falar sobre um livro que conta tudo sobre Vince Foster, que recentemente cometeu suicídio e uma tentativa de conseguir um emprego na Casa Branca resulta em sua transferência para o Pentágono. Enquanto isso, Paula Jones dá início a um processo judicial contra Bill Clinton por agressão sexual, exigindo que ela receba um pedido de desculpas por seus avanços indesejados. Em vez disso, seus advogados disseram a ela que ela teria que processar Clinton e uma ação de assédio sexual foi movida em um tribunal federal. Em 1996, Tripp conhece Lewinsky que foi transferida da Casa Branca para o Pentágono e descobre que ela está em um relacionamento com o presidente, enquanto os dois continuam seu caso durante um telefonema noturno. |              |                                        |                            |                                                |                        |                  |                     |
| 21 | 2            | "The President Kissed Me"              | Michael Uppendahl          | Sarah Burgess                                  | 14 de setembro de 2021 | 4WAX02           | 0.69                |
| Em novembro de 1995, Lewinsky é estagiária na Casa Branca e fica sabendo que, devido à paralisação do governo, todos os estagiários assumirão responsabilidades maiores. Ela começa seus encontros amorosos com o presidente, que se tornam sexuais depois que ela confessa seu amor por ele. Um ano depois, Lewinsky começa a confidenciar a Tripp, revelando que seu "namorado" não tem mantido contato com ela. Após a reeleição bem-sucedida de Clinton, Lewinsky revela a Tripp seu caso com o presidente, e que Clinton prometeu trazer Lewinsky de volta à Casa Branca após sua vitória, mas não o fez. Enquanto isso, o caso de Jones atrai a feminista Susan Carpenter-McMillan, que promete ajudá-la em seu caso. Em 1997, o jornalista da Newsweek Michael Isikoff visita Tripp no Pentágono para corroborar a história de Kathleen Willey sobre os avanços indesejados do presidente para ela, mas Tripp sugere a ele que há uma história maior. |              |                                        |                            |                                                |                        |                  |                     |
| 22 | 3            | "Not To Be Believed"                   | Michael Uppendahl          | Sarah Burgess                                  | 21 de setembro de 2021 | 4WAX03           | 0.66                |
| Tripp continua falando com Isikoff e, finalmente, conta a ele sobre o caso de Lewinsky com o presidente. É oferecido a Jones um acordo financeiro. O relacionamento de Clinton e Lewinsky termina. |              |                                        |                            |                                                |                        |                  |                     |
| 23 | 4            | "The Telephone Hour"                   | Laure de Clermont-Tonnerre | Flora Birnbaum                                 | 28 de setembro de 2021 | 4WAX04           | 0.60                |
| Em agosto de 1997, Lewinsky começa a frequentar a Casa Branca em busca de ofertas de emprego na West Wing, mas não ouve falar de nenhuma oportunidade, deixando-a arrasada e frustrada com Clinton e Betty Currie, sua assistente. Sua amizade com Tripp também começa a se deteriorar, especialmente quando ela começa a ligar para Tripp para discutir sobre Bill; eventualmente Tripp confidencia a Lucianne Goldberg sobre o caso e Monica, mas Lucianne sugere que ela grave as ligações com Lewinsky para evidências do caso. Tripp luta com sua amizade com Lewinsky, mas como Lewinsky começa a frequentar ainda mais a Casa Branca e até grita com Betty, ela começa a gravar cada ligação com Lewinsky. Eventualmente, Lewinsky visita Vernon Jordan com um emprego na cidade de Nova York e, durante uma festa do pijama com Tripp, revela o vestido azul manchado para ela. Tripp logo decide levar as provas aos advogados de Paula Jones, que são intimados em troca e Bill descobre que Lewinsky também está na lista de testemunhas, forçando-o a confessar a Hillary. |              |                                        |                            |                                                |                        |                  |                     |
| 24 | 5            | "Do You Hear What I Hear?"             | Laure de Clermont-Tonnerre | Halley Feiffer                                 | 5 de outubro de 2021   | 4WAX05           | 0.54                |
| Em dezembro de 1997, Lewinsky se prepara para se mudar para Nova York, mas ao ouvir que ela pretende usar o vestido azul manchado para a entrevista, Tripp a convence a mantê-lo sujo como apólice de seguro, caso a verdade seja revelada. No entanto, durante uma ligação noturna com Clinton, Lewinsky ouve que ela está na lista de testemunhas para o processo de Paula e Clinton a incentiva a procurar aconselhamento jurídico e redigir uma declaração juramentada que ela faz, negando falsamente um relacionamento com Clinton. Depois de descobrir que Tripp foi intimada, sua amizade logo se desintegra quando Lewinsky a convence a cometer perjúrio e temendo as consequências, Tripp entrega as fitas a seu advogado, que revela que ela poderia ser condenada por gravar Lewinsky, já que é um crime em Maryland. Lucianne logo revela o conhecimento das fitas para Kenneth Starr e sua equipe de acusação, que organiza com Tripp para usar uma escuta com Lewinsky, que suspeita que Tripp tenha gravado a conversa quando ela começa a agir de forma estranha, até mesmo checando sua bolsa. A equipe de Starr obtém uma confissão de Lewinsky da assistência de Vernon Jordan em seu trabalho em Nova York e de cometer perjúrio em seu depoimento. |              |                                        |                            |                                                |                        |                  |                     |
| 25 | 6            | "Man Handled"                          | Ryan Murphy                | Sarah Burgess                                  | 12 de outubro de 2021  | 4WAX06           | 0.55                |
| Voltando à cena de abertura, em janeiro de 1998, Lewinsky é confrontado por Tripp e agentes do FBI que a escoltam até uma suíte de hotel para ser entrevistada por promotores e membros da equipe de Kenneth Starr. Lá, ela descobre que pode pegar um total de 28 anos de prisão por cometer crimes relacionados com perjúrio, incluindo apresentar uma declaração falsa. No entanto, ela se recusa a cooperar com a investigação quando descobre que, ao fazê-lo, teria que revelar o caso e gravar ligações com Clinton, Betty e Vernon Jordan. Além disso, Lewinsky fica horrorizada quando descobre o engano e a traição de Tripp ao gravar suas discussões e exige que chame seu advogado e sua mãe, o que ela está desencorajada a fazer, já que Clinton deve testemunhar na manhã seguinte. Lewinsky fica sabendo que sua mãe também pode ser processada; sua mãe logo decide deixar Nova York e ir para Washington para ficar com Monica. O pai de Lewinsky contrata Bill Ginsberg, um advogado da família para representá-la. A mãe de Monica chega tarde da noite; e a conselho de Ginsberg, ela é instruída a deixar a sala, o que faz com sua mãe, depois que a equipe não consegue escrever que Monica receberá imunidade total por seu testemunho. |              |                                        |                            |                                                |                        |                  |                     |
| 26 | 7            | "The Assassination of Monica Lewinsky" | Michael Uppendahl          | Sarah Burgess & Flora Birnbaum & Daniel Pearle | 19 de outubro de 2021  | 4WAX07           | 0.62                |
| Na manhã seguinte ao confronto de Lewinsky com o FBI, Clinton é levado para testemunhar onde nega ter abusado sexualmente de Paula e Kathleen Willey, bem como seu relacionamento com Lewinsky. Logo depois, ele revela a notícia do caso a Hillary, mas nega seu envolvimento com Lewinsky. A história do caso aparece na televisão nacional e Lewinsky e Tripp são submetidas ao escrutínio da mídia; Lewinsky por ser uma perseguidora obcecada por Clinton, e Tripp como uma vilã por seu papel na gravação das conversas de Lewinsky. Lewinsky e sua mãe são detidas no Watergate enquanto a mídia desce sobre o prédio enquanto Lewinsky e Ginsberg assinam um acordo com a equipe de Kenneth Starr para imunidade em troca de seu testemunho. No entanto, ao descobrir que Ginsberg está aparecendo em meios de comunicação para desviar o papel de Lewinsky no caso, Starr se recusa a assinar o acordo para conceder sua imunidade. Lewinsky fica inconsolável quando Clinton, durante uma entrevista coletiva com Hillary, nega o relacionamento. |              |                                        |                            |                                                |                        |                  |                     |
| 27 | 8            | "Stand By Your Man"                    | Rachel Morrison            | Flora Birnbaum                                 | 26 de outubro de 2021  | 4WAX08           | 0.62                |
| Em 1992, Gennifer Flowers alegou publicamente que teve um caso com Bill Clinton por mais de 12 anos. Bill e Hillary dão uma entrevista no 60 Minutes para contestar as alegações; a entrevista aumenta a popularidade de Bill, mas o comportamento de Hillary é fortemente criticado. Em janeiro de 1998, Hillary é entrevistada no The Today Show sobre o escândalo de Lewinsky e diz que uma "vasta conspiração de direita" está tentando sabotar a presidência de seu marido. Ken Starr planeja indiciar Monica, a menos que ela coopere com a investigação. Ginsburg é demitido e Monica faz um acordo para testemunhar em troca de imunidade. Após os dois atentados à embaixada, Bill ordena um ataque retaliatório contra os bens de Osama bin Laden. Ele descobre que Starr pretende intimá-lo e admite a Hillary que ele mentiu sobre a extensão de seu caso com Lewinsky. Furiosa, Hillary o rejeita. Bill dá um depoimento gravado para a equipe de Starr na frente do grande júri, onde ele novamente nega ter "relações sexuais" com Lewinsky, mas admite uma "relação física imprópria". Mais tarde naquela noite, em um discurso transmitido pela televisão à nação, ele confessa ter mentido sobre a verdadeira natureza de seu relacionamento com Lewinsky. Os Clinton deixam Washington para comemorar o aniversário de Bill no Martha's Vineyard, mas Hillary e Chelsea se recusam a falar com ele. Mais tarde, Bill implora a Hillary que o perdoe. Ela o critica por suas mentiras constantes e por colocar sua família em múltiplos escândalos enquanto ela é forçada a defendê-lo publicamente. No dia seguinte, Bill retorna a Washington e descobre que o ataque contra Bin Laden falhou. |              |                                        |                            |                                                |                        |                  |                     |
| 28 | 9            | "The Grand Jury"                       | Rachel Morrison            | Sarah Burgess                                  | 2 de novembro de 2021  | 4WAX09           | 0.59                |
| Lewinsky testemunha perante o grande júri onde ela está constantemente envergonhada por seu relacionamento com o presidente e passa por duras perguntas, especialmente sobre sua intenção de chegar a Washington para começar um caso com um homem casado. Ela logo pede a Emmick para sair da sala quando questionada sobre os eventos de janeiro de 1998, quando ela foi detida pelos agentes. Quando ela relata aquele dia com lágrimas, ela convence o grande júri a culpá-la e conclui seu depoimento com "Eu odeio Linda Tripp". Enquanto isso, devido à atenção negativa da imprensa, Tripp se esconde em um hotel e quando ela aparece perante o grande júri, ela é atacada por sua deslealdade a Lewinsky ao gravar suas conversas; especialmente quando ela insinua que os Clintons podem ter estado por trás da morte de Vince Foster. Jones faz uma plástica no nariz, no entanto, quando ela descobre que seu caso foi arquivado, ela briga com Steve e termina com ele depois que ele sugere que ela foi ao quarto de Clinton para fazer sexo com ele. Starr consegue obter uma fita de Lewinsky admitindo que o presidente a excitou e acusa Clinton de perjúrio e obstrução da justiça. |              |                                        |                            |                                                |                        |                  |                     |
| 29 | 10           | "The Wilderness"                       | Michael Uppendahl          | Sarah Burgess                                  | 9 de novembro de 2021  | 4WAX10           | 0.54                |
| Em setembro de 1998, o Starr Report é lançado, com a Internet ganhando espaço e a mídia constantemente comentando sobre o relacionamento de Clinton e Lewinsky. Dois meses depois, ao tentar abrir um processo contra o Pentágono, Tripp descobre que será indiciada em Maryland pelas fitas, já que não tem imunidade estatal. Lewinsky fica horrorizada ao saber que as fitas estão sendo lançadas. Jones, desesperada para pagar suas contas legais crescentes, aceita uma oferta para posar para Penthouse, irritando seu público conservador. A Câmara dos Representantes vota pelo impeachment de Clinton quando as acusações de estupro de Juanita Broderick são descobertas, mas o Senado o absolve. A biografia de Lewinsky sobre o caso foi publicada e recebeu uma resposta extremamente favorável. |              |                                        |                            |                                                |                        |                  |                     |

## Produção

### Desenvolvimento
Em janeiro de 2017, foi anunciado que uma quarta temporada de American Crime Story estava em desenvolvimento, programada para ir ao ar depois do Katrina, que acabou sendo descartada. O objetivo era cobrir o escândalo Clinton-Lewinsky e os eventos que se seguiram durante a presidência de Clinton, com base no livro de Jeffrey Toobin, A Vast Conspiracy: The Real Story of the Sex Scandal That Nearly Brought Down a President. No entanto, em abril de 2018, o criador Ryan Murphy revelou que a temporada foi descartada e não está mais em desenvolvimento.
Em 6 de agosto de 2019, foi anunciado que a temporada de escândalos Clinton-Lewinsky estava de volta ao desenvolvimento como a terceira temporada da série e que seria intitulada Impeachment. A temporada começou a ser produzida em outubro de 2020.

### Casting
Em fevereiro de 2017, Ryan Murphy revelou que Sarah Paulson iria estrelar a temporada, mas não como Hillary Clinton. Mais tarde, foi revelado que Sarah Paulson, Beanie Feldstein e Annaleigh Ashford estrelariam como Linda Tripp, Monica Lewinsky e Paula Jones, respectivamente, com a própria Lewinsky como co-produtora. Mais tarde naquele mês, foi anunciado que Hillary Clinton apareceria como personagem da série, mas que ela não teria um papel significativo. Em 15 de novembro de 2019, foi relatado que Clive Owen faria o papel de Bill Clinton e Anthony Green interpretaria Al Gore. Mais tarde naquele mês, foi anunciado que Margo Martindale interpretaria Lucianne Goldberg. Em janeiro de 2020, foi revelado que Billy Eichner assinou contrato para interpretar Matt Drudge. Em março de 2021, foi anunciado que Edie Falco e Betty Gilpin interpretariam Hillary Clinton e Ann Coulter, respectivamente; Gilpin mais tarde saiu da série devido a conflitos de agenda e foi substituída por Cobie Smulders. Também se sabe que Judith Light será apresentada, mas sua personagem é desconhecida. Em agosto de 2021, foi anunciado que Mira Sorvino, Blair Underwood, Joseph Mazzello, Dan Bakkedahl, Kevin Pollak e Patrick Fischler haviam se juntado ao elenco em papéis recorrentes.

### Filmagens
A fotografia principal foi programada para começar em 21 de março de 2020 mas devido à pandemia COVID-19, a produção foi interrompida.
Em 13 de novembro de 2020, Sarah Paulson postou uma imagem dela como Linda Tripp com a legenda "Linda. American Crime Story: Impeachment has started principal photography."

## Lançamento
Embora a data de lançamento original fosse 27 de setembro de 2020, a série foi adiada devido à pandemia COVID-19 e será lançada em 7 de setembro de 2021. O teaser oficial da série foi lançado em 4 de agosto de 2021.
Devido a um acordo de 2016 entre a 20th Century Fox Television (agora 20th Television) e Netflix, que antecede a aquisição da FX e da 20th Television pela Disney, a Netflix detém direitos de transmissão globais exclusivos para a franquia American Crime Story (exceto no Canadá), com Impeachment esperado para chegar em 2022. Com isso, ao contrário da maioria dos outros programas do FX, que estão disponíveis no hub FX on Hulu nos EUA, Impeachment não estará disponível no dia seguinte para assinantes do serviço base do Hulu, mas estará disponível sob demanda (e na plataforma FXNow TV Everywhere) para assinantes do canal FX, incluindo aqueles assinados via Hulu + Live TV.

## Recepção

### Resposta da crítica
O site agregador de críticas Rotten Tomatoes deu à temporada uma classificação de aprovação de 67% com base em 57 resenhas, com uma classificação média de 6.60/10. O consenso crítico do site diz: "Impeachment não consegue decidir se é desenterrar a humanidade de um escândalo presidencial ou se entregar à mitologia de seu circo da mídia, mas as performances de Beanie Feldstein e Sarah Paulson soam verdadeiras em meio a todo o barulho." No Metacritic, a temporada tem uma pontuação de 61 de 100, com base em 33 críticos, indicando "críticas geralmente favoráveis."

### Audiência
| №  | Título                                 | Exibição original      | Rating/share (18–49) | Audiência (em milhões) | DVR (18–49)    | Audiência em DVR (milhões) | Total (18–49)  | Audiência total (em milhões) | Ref(s) |
| -- | -------------------------------------- | ---------------------- | -------------------- | ---------------------- | -------------- | -------------------------- | -------------- | ---------------------------- | ------ |
| 1  | "Exiles"                               | 7 de setembro de 2021  | 0.2                  | 0.92                   | por determinar | por determinar             | por determinar | por determinar               |        |
| 2  | "The President Kissed Me"              | 14 de setembro de 2021 | 0.2                  | 0.69                   | por determinar | por determinar             | por determinar | por determinar               |        |
| 3  | "Not To Be Believed"                   | 21 de setembro de 2021 | 0.2                  | 0.66                   | por determinar | por determinar             | por determinar | por determinar               |        |
| 4  | "The Telephone Hour"                   | 28 de setembro de 2021 | 0.2                  | 0.60                   | por determinar | por determinar             | por determinar | por determinar               |        |
| 5  | "Do You Hear What I Hear?"             | 5 de outubro de 2021   | 0.2                  | 0.54                   | por determinar | por determinar             | por determinar | por determinar               |        |
| 6  | "Man Handled"                          | 12 de outubro de 2021  | 0.2                  | 0.55                   | 0.2            | 0.82                       | 0.3            | 1.37                         | [ 39 ] |
| 7  | "The Assassination of Monica Lewinsky" | 19 de outubro de 2021  | 0.2                  | 0.62                   | 0.3            | 0.94                       | 0.4            | 1.56                         | [ 40 ] |
| 8  | "Stand By Your Man"                    | 26 de outubro de 2021  | 0.2                  | 0.62                   | por determinar | por determinar             | por determinar | por determinar               |        |
| 9  | "The Grand Jury"                       | 2 de novembro de 2021  | 0.2                  | 0.59                   | por determinar | por determinar             | por determinar | por determinar               |        |
| 10 | "The Wilderness"                       | 9 de novembro de 2021  | 0.2                  | 0.54                   | por determinar | por determinar             | por determinar | por determinar               |        |

### Prêmios e indicações
| Ano  | Prêmio                | Categoria                                                  | Nomeado(a)                        | Resultado | Ref.   |
| ---- | --------------------- | ---------------------------------------------------------- | --------------------------------- | --------- | ------ |
| 2022 | Globo de Ouro de 2022 | Globo de Ouro de melhor minissérie ou telefilme            | Impeachment: American Crime Story | Pendente  | [ 6 ]  |
| 2022 | Satellite Awards      | Melhor Atriz em Série Dramática                            | Beanie Feldstein                  | Pendente  | [ 41 ] |
| 2022 | Satellite Awards      | Melhor Ator em Minissérie ou Telefilme                     | Clive Owen                        | Pendente  | [ 41 ] |
| 2022 | Satellite Awards      | Melhor Atriz Coadjuvante em Série, Minissérie ou Telefilme | Sarah Paulson                     | Pendente  | [ 41 ] |